# Hydrochoerus isthmius
Hydrochoerus isthmius este o rozătoare semiacvatică⁠(en)[traduceți] mare din familia Caviidae, găsită în estul Republicii Panama, nord-vestul Columbiei și vestul Venezuelei. A fost descrisă ca specie în 1912 de către Edward Alphonso Goldman⁠(en)[traduceți], dar a fost ulterior recategorisită ca subspecie a capibarei (H. hydrochaeris). În urma unor studii asupra anatomiei și geneticii de la mijlocul anilor 1980, s-a recomandat să fie recunoscută din nou ca specie separată, iar această concluzie a câștigat o recunoaștere mai larg răspândită în 1991, deși unii continuă să o considere subspecie.
H. isthmius se aseamănă cu mult capibarei, dar adulții de H. isthmius cântăresc de obicei până la în jur de 28 kg, pe când adulții de H. hydrochaeris cântăresc cel puțin 35 kg și adeseori mult mai mult. H. isthmius se reproduce pe durata întregului an, rândul de pui constând în medie în 3,5 pui. Indivizii pot fi diurni sau nocturni în funcție de anotimp și presiunea cauzată de vânătoare, și solitari sau sociali în funcție de habitat și presiunea cauzată de vânătoare. Specia este raportată ca fiind comună în Panama, dar rară în Venezuela. Este amenințată de vânătoarea pentru subzistență, distrugerea pădurilor galerii⁠(en)[traduceți] și drenarea mlaștinilor, în particular a celei de la Râul Magdalena. Cariotipul său are 2n = 64 și numărul fundamental = 104, comparativ cu 2n = 66 și numărul fundamental = 102 la H. hydrochaeris.